# Łydynia
Die Łydynia ist ein linker Zufluss der Wkra in Polen.

## Geografie
Der 72 km lange Fluss entspringt in der Umgebung des Dorfs Choszczewka (Gmina Dzierzgowo) nordöstlich der Stadt Mława in der Woiwodschaft Masowien, fließt dann in generell südwestlicher Richtung, wendet sich bei Konopki nach Südosten und vor Ciechanów wieder nach Südwesten, fließt an der Burg Ciechanów vorbei und mündet nördlich von Sochocin in die Wkra. Das Einzugsgebiet wird mit 698 km² angegeben.

## Zuflüsse
Rechte Zuflüsse sind Giedniówka, Dunajczyk und Stawnica. Von links fließt die Pławnica zu.